# Oxya hyla
Oxya hyla är en insektsart som beskrevs av Jean Guillaume Audinet Serville 1831. Oxya hyla ingår i släktet Oxya och familjen gräshoppor.

## Underarter
Arten delas in i följande underarter:
- O. h. intricata
- O. h. hyla

## Bildgalleri

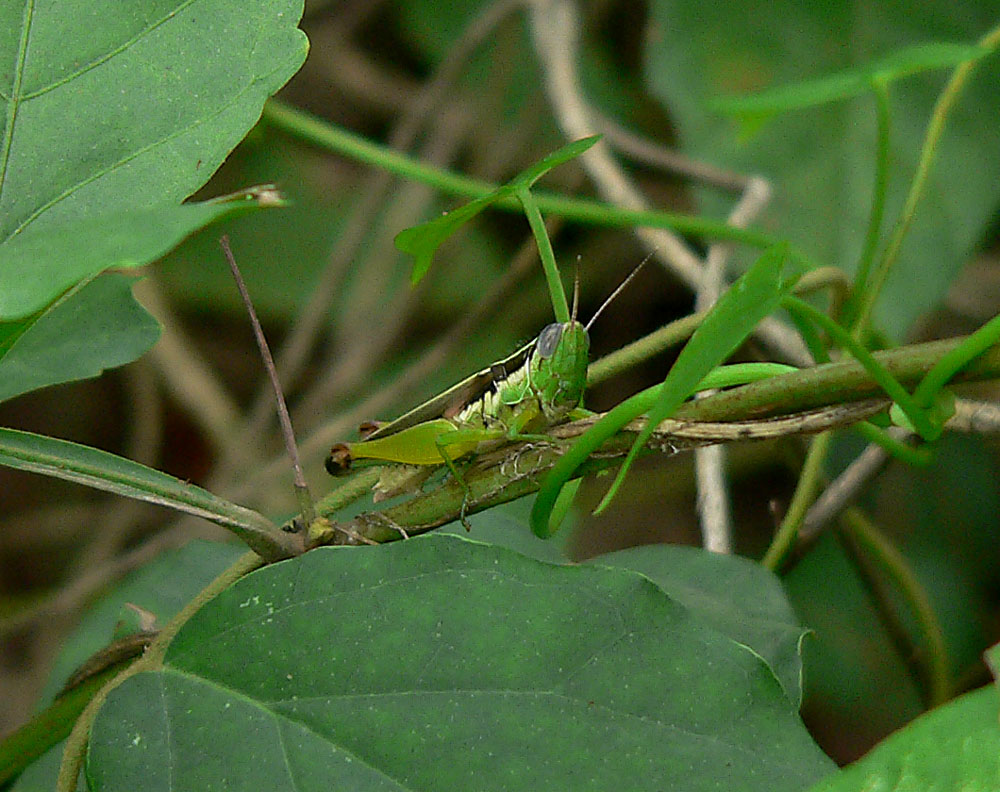
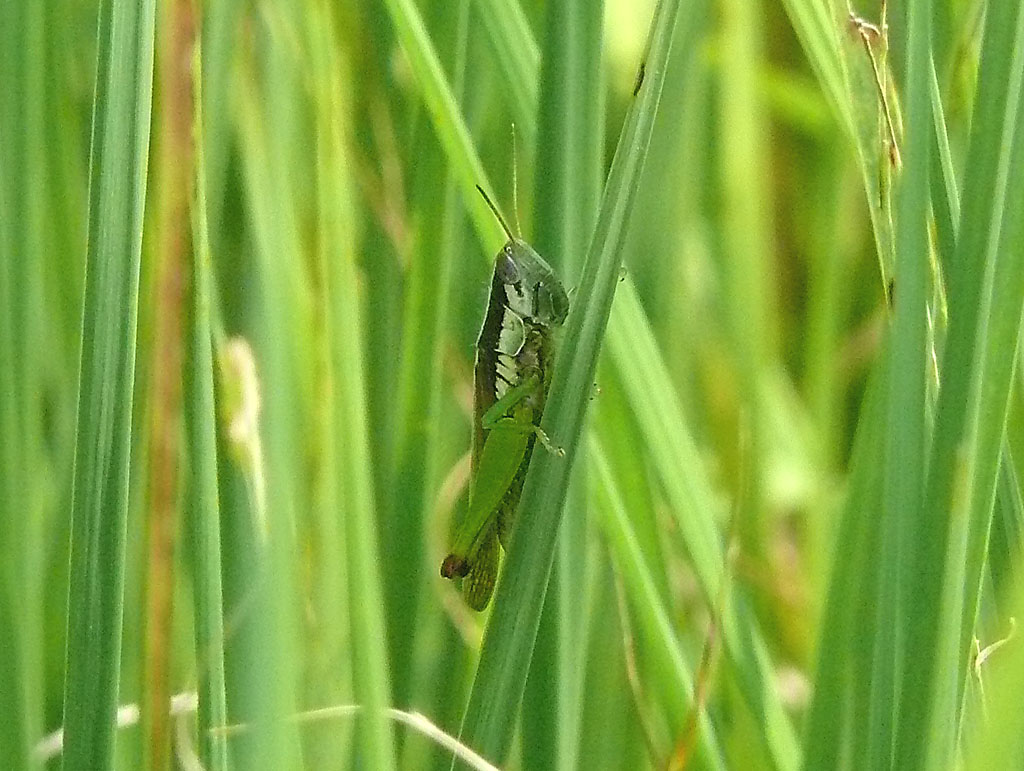